# Theridion linaresense
Theridion linaresense là một loài nhện trong họ Theridiidae.
Loài này thuộc chi Theridion. Theridion linaresense được Herbert Walter Levi miêu tả năm 1963.